# NGC 69
NGC 69 (również PGC 1191) – galaktyka soczewkowata (SB0(rs)a?), znajdująca się w gwiazdozbiorze Andromedy. Odkrył ją 7 października 1855 roku R.J. Mitchell – asystent Williama Parsonsa.
Wraz z pobliskimi galaktykami NGC 67, NGC 67A, NGC 68, NGC 70, NGC 71 i NGC 72 tworzy grupę skatalogowaną pod nazwą Arp 113 w Atlasie Osobliwych Galaktyk Haltona Arpa.